# Битва при Планте
Битва при Планте — битва, состоявшаяся 13 ноября 1475 года между войсками герцога Савойи и силами Швейцарского Союза в ходе Бургундских войн.

## Предпосылки
В январе 1475 года герцог Бургундии Карл Смелый заключил союз с Савойским герцогством и Миланом.
В октябре 1475 года Берн велел войскам Вале начать военные действия против Савойи в регионе Ваадланд. Двукратная атака швейцарцев не принесла им успеха. Однако архиепископ Женевы, командующий войсками Савойи, воздержался от наступательных действий, ожидая помощи.
12 ноября главные силы савойцев под командованием принцессы Иоланты Савойской подошли к городу Контей. Их силы составляли 10000 человек, в том числе 1500 рыцарей.

## Первая фаза
13 ноября савойцы перешли пограничную реку Морге, где столкнулись с авангардом швейцарских войск, заставив их бежать. В то же время меньший отряд ударил с левого фланга и уничтожил окружающие город сёла. Главные силы савойцев захватили Сьон, однако швейцарцы контратакой выбили неприятеля из города.

## Вторaя фаза
Войска савойцев построились у города Ла Планта. Слабо вооружённые войска Вале на открытой местности уступали савойцам, многие из них бросились бежать. В это время подошли войска в количестве 3000 человек из Берна, Фрибурга и Золотурна.
Швейцарцы стали угрожать левому флангу савойцев, которые отступили на запад. Здесь началась фронтальная атака швейцарцев. После тяжёлой битвы в рядах савойцев началась паника, которая спровоцировала бегство войск. В руки победителей попал обоз с большим количеством оружия и боеприпасов, а также несколько знамён. Потери савойцев составили около 1000 человек, в том числе 300 рыцарей. Потери швейцарцев неизвестны, но отмечаются как незначительные. После битвы швейцарцы до наступления сумерек преследовали беглецов в направлении Контей.